# Schlangenweg (Heidelberg)

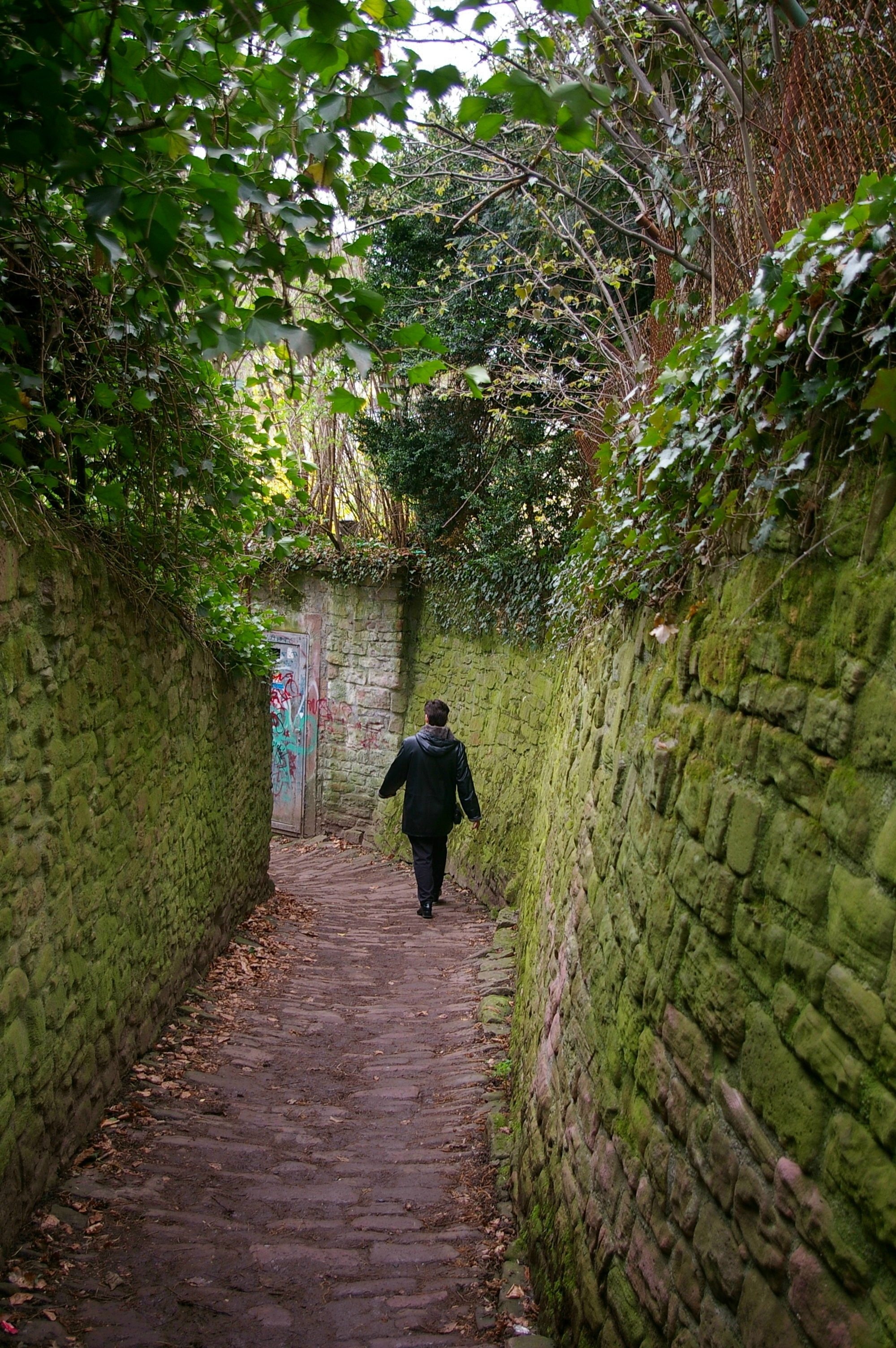
Der untere Abschnitt des Schlangenweges zwischen Buntsandsteinmauern

Der Schlangenweg in Heidelberg ist ein Fußweg, der die von der 
Altstadt über den Neckar herüberführende Alte Brücke mit dem Philosophenweg verbindet. Der Name leitet sich aus seinem Verlauf mit zahlreichen Serpentinen ab.
Der Schlangenweg überwindet auf ca. 350 Metern einen Höhenunterschied von ungefähr 83 Metern. Zu großen Teilen in den Hang eingegraben, führt er flankiert von Buntsandsteinmauern in mehreren Serpentinen den Hang aufwärts. Es ist ein ehemaliger Weinbergspfad, der zu den Reblagen am südexponierten Hang über dem Neckar führte. Die Weinberge lagen auf der Gemarkung des Dorfes Neuenheim, das 1891 zur Stadt Heidelberg eingemeindet wurde. Heute befinden sich hier Gärten und bebaute Grundstücke. 1782 wurde der Schlangenweg erneuert. Es wurden Treppen angelegt. Es gibt schriftliche und kartographische Hinweise, dass der Schlangenweg ursprünglich oberhalb des Philosophenweges in Serpentinen bis auf den Heiligenberg weiterführte. Ein historischer Name des Weges ist Brückenried. Am Beginn des Pfades stand 1521 bis 1622 die Brückenkapelle.
Bei zwei Serpentinen sind aus Sandstein gemauerte Kanzeln mit schattigen Sitzbänken angelegt, die besondere Aussichten auf die Heidelberger Altstadt bieten. Zahlreiche Trockenmauern machen den Schlangenweg zu einem wertvollen Biotop für wärmeliebende Tierarten wie die Mauereidechse und die Schlingnatter. Am Schlangenweg ist ein Bestand von Mispelbäumen anzutreffen, einer in früheren Jahrhunderten bedeutenden, heute selten gewordenen Obstbaumart.
Der Schlangenweg ist mittels Straßenschild ausgeschildert, man erkennt ihn aber auch an der Informationstafel an der Mauer direkt zur Rechten. 

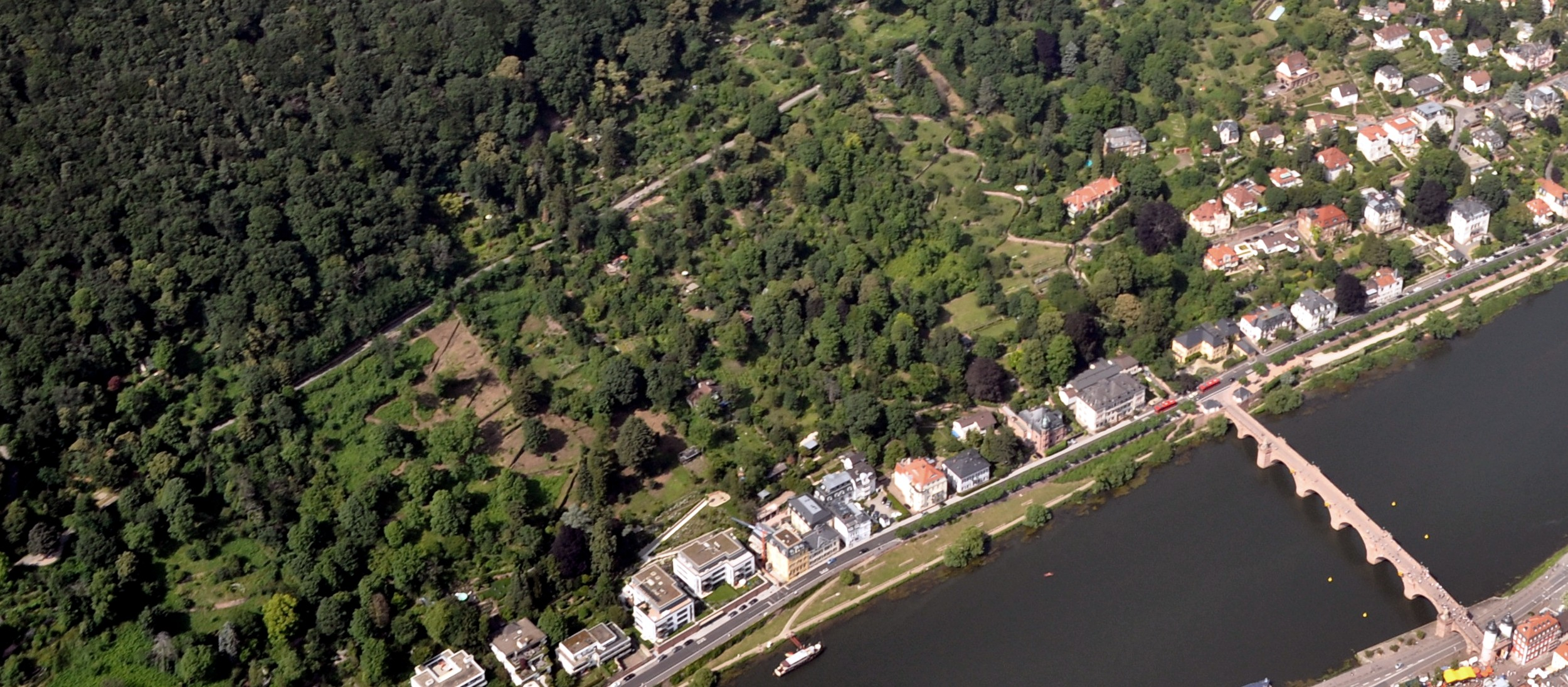
Der Schlangenweg zwischen Alter Brücke und dem Philosophenweg im Luftbild